# سوق الأمان (بني مطر)

تعديل مصدري - تعديل

سوق الأمان هي إحدى قرى عزلة الحدب بمديرية بني مطر التابعة لمحافظة صنعاء، بلغ تعداد سكانها 468 نسمة حسب تعداد اليمن لعام 2004.